# Вербна
Ве́рбна (изредка также Вербно; бел. Ве́рбна) — озеро в Ушачском районе Витебской области Белоруссии. Относится к бассейну реки Выдрица. Отличается сравнительно большой глубиной при малой площади.
Расположено в 16 км к юго-востоку от городского посёлка Ушачи, приблизительно в 0,3 км к юго-западу от деревни Ивахново.
Площадь поверхности озера составляет 0,075 км². Длина — 0,48 км, наибольшая ширина — 0,24 км. Наибольшая глубина — 16,9 м, средняя — 5,6 м. Длина береговой линии — 1,16 м. Объём воды в озере — 0,42 млн м³.
Берега высокие, на юге гористые, преимущественно песчаные, покрытые кустарником и лесом. Мелководье узкое, песчаное, на глубине дно сапропелистое. Водоём зарастает незначительно.
Озёра Вербна и Городенец соединены протокой.
В озере обитают окунь, плотва, лещ, щука, линь и другие виды рыб. Организована платная любительская рыбалка.